# Minnesota Vikings 2013
La stagione 2013 dei Minnesota Vikings fu la 53ª della franchigia nella National Football League, la 32ª ed ultima giocata all'Hubert H. Humphrey Metrodome e la 4ª (3ª considerando una stagione intera) con Leslie Frazier come capo-allenatore.

## Offseason 2013
| Draft NFL 2013   |                  |                  |                                                                                             |                                                                                             |                                                                                             |                                                                                             |                                                                                             |
| Ordine del Draft | Ordine del Draft | Ordine del Draft | Giocatore                                                                                   | Ruolo                                                                                       | College                                                                                     | Contratto                                                                                   | Note                                                                                        |
| Giro             | Scelta           | Generale         | Giocatore                                                                                   | Ruolo                                                                                       | College                                                                                     | Contratto                                                                                   | Note                                                                                        |
| 1                | 23               | 23               | Sharrif Floyd                                                                               | DT                                                                                          | Florida                                                                                     | 4 anni a 8,07 milioni $                                                                     |                                                                                             |
| 1                | 25               | 25               | Xavier Rhodes                                                                               | CB                                                                                          | Florida State                                                                               | 4 anni a 7,80 milioni $                                                                     | dai Seahawks[a]                                                                             |
| 1                | 29               | 29               | Cordarrelle Patterson                                                                       | WR                                                                                          | Tennessee                                                                                   | 4 anni a 7,22 milioni $                                                                     | dai Patriots[b]                                                                             |
| 2                | 20               | 52               | Scambiata con i New England Patriots[b]                                                     | Scambiata con i New England Patriots[b]                                                     | Scambiata con i New England Patriots[b]                                                     | Scambiata con i New England Patriots[b]                                                     |                                                                                             |
| 3                | 21               | 83               | Scambiata con i New England Patriots[b]                                                     | Scambiata con i New England Patriots[b]                                                     | Scambiata con i New England Patriots[b]                                                     | Scambiata con i New England Patriots[b]                                                     |                                                                                             |
| 4                | 5                | 102              | Scambiata con i New England Patriots[b]                                                     | Scambiata con i New England Patriots[b]                                                     | Scambiata con i New England Patriots[b]                                                     | Scambiata con i New England Patriots[b]                                                     | dai Lions[c]                                                                                |
| 4                | 23               | 120              | Gerald Hodges                                                                               | OLB                                                                                         | Penn State                                                                                  | 4 anni a 2,58 milioni $                                                                     |                                                                                             |
| 5                | 22               | 155              | Jeff Locke                                                                                  | P                                                                                           | UCLA                                                                                        | 4 anni a 2,34 milioni $                                                                     |                                                                                             |
| 6                | 8                | 176              | Scambiata con gli Arizona Cardinals[d]                                                      | Scambiata con gli Arizona Cardinals[d]                                                      | Scambiata con gli Arizona Cardinals[d]                                                      | Scambiata con gli Arizona Cardinals[d]                                                      | dai Titans[e]                                                                               |
| 6                | 21               | 189              | Scambiata con i Tampa Bay Buccaneers[f]                                                     | Scambiata con i Tampa Bay Buccaneers[f]                                                     | Scambiata con i Tampa Bay Buccaneers[f]                                                     | Scambiata con i Tampa Bay Buccaneers[f]                                                     |                                                                                             |
| 6                | 28               | 196              | Jeff Baca                                                                                   | OG                                                                                          | UCLA                                                                                        | 4 anni a 2,25 milioni $                                                                     | dai Broncos via Eagles e Buccaneers[f]                                                      |
| 7                | 7                | 213              | Michael Mauti                                                                               | MLB                                                                                         | Penn State                                                                                  | 4 anni a 2,22 milioni $                                                                     | dai Titans[e]                                                                               |
| 7                | 8                | 214              | Travis Bond                                                                                 | OG                                                                                          | North Carolina                                                                              | 4 anni a 2,22 milioni $                                                                     | dai Bills via Seahawks[a]                                                                   |
| 7                | 23               | 229              | Everett Dawkins                                                                             | DT                                                                                          | Florida State                                                                               | 4 anni a 2,21 milioni $                                                                     | dai Vikings via Patriots[b] e Buccaneers[f]                                                 |
| Legenda          | Legenda          | Legenda          | Ha superato i tagli a roster Hall of Famer Ha partecipato ad almeno un Pro Bowl in carriera | Ha superato i tagli a roster Hall of Famer Ha partecipato ad almeno un Pro Bowl in carriera | Ha superato i tagli a roster Hall of Famer Ha partecipato ad almeno un Pro Bowl in carriera | Ha superato i tagli a roster Hall of Famer Ha partecipato ad almeno un Pro Bowl in carriera | Ha superato i tagli a roster Hall of Famer Ha partecipato ad almeno un Pro Bowl in carriera |

Note:
- [a] I Seahawks scambiarono la loro scelta nel 1º giro e la loro scelta nel 7º giro del Draft NFL 2013 in cambio del WR Percy Harvin[15].
- [b] I Patriots scambiarono la loro scelta nel 1º giro del Draft NFL 2013 con i Vikings per le scelte nel 2º, 3º, 4º e 7º giro del Draft NFL 2013 di questi ultimi[16].
- [c] I Lions scambiarono la loro scelta nel 7º giro del Draft NFL 2012 e la loro scelta nel 4º giro del Draft NFL 2013 con i Vikings per scelta nel 5º giro e la scelta nel 7º giro del Draft NFL 2012 di questi ultimi, che avevano ricevuto dai Patriots nello scambio con Randy Moss nel 2010[17].
- [d] I Vikings scambiarono la loro scelta nel 6º giro del Draft NFL 2013 ottenuta dai Titans con i Cardinals per la scelta nel 7º giro del Draft NFL 2013 di questi ultimi e il CB A.J. Jefferson[18].
- [e] I Titans scambiarono la loro scelta nel 6º giro del Draft NFL 2013 con la scelta nel 7º giro del Draft NFL 2012 che i Vikings avevano ricevuto dai Browns[19].
- [f] I Buccaneers scambiarono la loro scelta nel 6º giro del Draft NFL 2013 ottenuta dai Broncos e l'iniziale scelta del 7º giro dei Vikings che avevano ricevuto dai Patriots, con la scelta nel 6º giro del Draft NFL 2013 dei Vikings[20].

| Ruolo | Giocatore        | College            | Contratto               | Ruolo | Giocatore        | College       | Contratto               |
| ----- | ---------------- | ------------------ | ----------------------- | ----- | ---------------- | ------------- | ----------------------- |
| TE    | Colin Anderson   | Furman             | svincolato il 31 agosto | DT    | Anthony McCloud  | Florida State | svincolato il 31 agosto |
| FS    | Brandan Bishop   | N. C. State        | svincolato il 31 agosto | RB    | Bradley Randle   | UNLV          | svincolato il 26 agosto |
| WR    | Nicholas Edwards | Eastern Washington | svincolato il 6 maggio  | WR    | Rodney Smith     | Florida State | svincolato il 31 agosto |
| S     | Darius Eubanks   | Georgia Southern   | svincolato il 31 agosto | DE    | Collins Ukwu     | Kentucky      | svincolato il 31 agosto |
| WR    | Erik Highsmith   | North Carolina     | svincolato il 26 agosto | QB    | James Vandenberg | Iowa          | svincolato il 26 agosto |
| OT    | Mark Jackson     | Glenville State    | svincolato il 21 maggio | C     | Camden Wentz     | N. C. State   | svincolato il 26 agosto |
| DE    | Marquis Jackson  | Portland State     | svincolato il 26 agosto | RB    | Jerodis Williams | Furman        | svincolato il 26 agosto |
| FB    | Zach Line        | SMU                | 3 anni a 1,4 milioni $  | LB    | Nathan Williams  | Ohio State    | svincolato il 6 agosto  |

| Principali movimenti di mercato |                                                                                 |                                                                                 |                                                                                 |                                                                                 |                                                                                 |                                                                                 |                                                                                 |                                                                                 |                                                                                 |
| Rinnovi/Arrivi                  | Rinnovi/Arrivi                                                                  | Rinnovi/Arrivi                                                                  | Rinnovi/Arrivi                                                                  | Rinnovi/Arrivi                                                                  | Rilasci/Partenze                                                                | Rilasci/Partenze                                                                | Rilasci/Partenze                                                                | Rilasci/Partenze                                                                | Rilasci/Partenze                                                                |
| Data                            | Giocatore                                                                       | Ruolo                                                                           | Squadra di provenienza                                                          | Contratto                                                                       | Data                                                                            | Giocatore                                                                       | Ruolo                                                                           | Nuova squadra                                                                   | Contratto                                                                       |
| 12 marzo 2013                   | Joe Berger                                                                      | OG                                                                              | Minnesota Vikings                                                               | 1 anno a 953.000 $                                                              | 4 marzo 2013                                                                    | Michael Jenkins                                                                 | WR                                                                              | New England Patriots                                                            | 1 anno a 840.000 $                                                              |
| 12 marzo 2013                   | Jerome Felton                                                                   | FB                                                                              | Minnesota Vikings                                                               | 3 anni a 7,5 milioni $                                                          | 11 marzo 2013                                                                   | Percy Harvin                                                                    | WR                                                                              | Seattle Seahawks                                                                | 6 anni a 67 milioni $                                                           |
| 12 marzo 2013                   | Erin Henderson                                                                  | OLB                                                                             | Minnesota Vikings                                                               | 2 anni a 4 milioni $                                                            | 12 marzo 2013                                                                   | Antoine Winfield                                                                | CB                                                                              | Seattle Seahawks                                                                | 1 anno a 3 milioni $                                                            |
| 12 marzo 2013                   | Phil Loadholt                                                                   | OT                                                                              | Minnesota Vikings                                                               | 4 anni a 25 milioni $                                                           | 14 marzo 2013                                                                   | Jasper Brinkley                                                                 | MLB                                                                             | Arizona Cardinals                                                               | 2 anni a 3,5 milioni $                                                          |
| 12 marzo 2013                   | Jamarca Sanford                                                                 | FS                                                                              | Minnesota Vikings                                                               | 2 anni a 5 milioni $                                                            | 15 marzo 2013                                                                   | Geoff Schwartz                                                                  | OT                                                                              | Kansas City Chiefs                                                              | 1 anno a 1,2 milioni $                                                          |
| 12 marzo 2013                   | Jerome Simpson                                                                  | WR                                                                              | Minnesota Vikings                                                               | 1 anno a 2,1 milioni $                                                          | 6 maggio 2013                                                                   | Chris Kluwe                                                                     | P                                                                               | Oakland Raiders                                                                 | 1 anno a 840.000 $                                                              |
| 14 marzo 2013                   | Matt Cassel                                                                     | QB                                                                              | Kansas City Chiefs                                                              | 1 anno a 3,7 milioni $                                                          | 10 giugno 2013                                                                  | Devin Aromashodu                                                                | WR                                                                              | Chicago Bears                                                                   | 1 anno a 715.000 $                                                              |
| 15 marzo 2013                   | Greg Jennings                                                                   | WR                                                                              | Green Bay Packers                                                               | 5 anni a 45 milioni $                                                           | 25 novembre 2013                                                                | A.J. Jefferson                                                                  | CB                                                                              |                                                                                 |                                                                                 |
| 21 marzo 2013                   | Andrew Sendejo                                                                  | FS                                                                              | Minnesota Vikings                                                               | 2 anni a 2 milioni $                                                            |                                                                                 |                                                                                 |                                                                                 |                                                                                 |                                                                                 |
| 26 marzo 2013                   | Marvin Mitchell                                                                 | OLB                                                                             | Minnesota Vikings                                                               | 1 anno a 765.000 $                                                              |                                                                                 |                                                                                 |                                                                                 |                                                                                 |                                                                                 |
| 24 giugno 2013                  | Desmond Bishop                                                                  | OLB                                                                             | Green Bay Packers                                                               | 1 anno a 1,3 milioni $                                                          |                                                                                 |                                                                                 |                                                                                 |                                                                                 |                                                                                 |
| 6 ottobre 2013                  | Josh Freeman                                                                    | QB                                                                              | Tampa Bay Buccaneers                                                            | 1 anno a 3 milioni $                                                            |                                                                                 |                                                                                 |                                                                                 |                                                                                 |                                                                                 |
| 22 ottobre 2013                 | Shaun Prater                                                                    | CB                                                                              | Minnesota Vikings                                                               | 3 anni a 1,6 milioni $                                                          |                                                                                 |                                                                                 |                                                                                 |                                                                                 |                                                                                 |
| 9 novembre 2013                 | Audie Cole                                                                      | MLB                                                                             | Minnesota Vikings                                                               | 3 anni a 1,7 milioni $                                                          |                                                                                 |                                                                                 |                                                                                 |                                                                                 |                                                                                 |
| Legenda                         | Free agent Rinnovato Svincolato Scambiato Prelevato dalla squadra d'allenamento | Free agent Rinnovato Svincolato Scambiato Prelevato dalla squadra d'allenamento | Free agent Rinnovato Svincolato Scambiato Prelevato dalla squadra d'allenamento | Free agent Rinnovato Svincolato Scambiato Prelevato dalla squadra d'allenamento | Free agent Rinnovato Svincolato Scambiato Prelevato dalla squadra d'allenamento | Free agent Rinnovato Svincolato Scambiato Prelevato dalla squadra d'allenamento | Free agent Rinnovato Svincolato Scambiato Prelevato dalla squadra d'allenamento | Free agent Rinnovato Svincolato Scambiato Prelevato dalla squadra d'allenamento | Free agent Rinnovato Svincolato Scambiato Prelevato dalla squadra d'allenamento |

## Partite

### Pre-stagione
Il 4 aprile i Vikings svelarono ufficialmente il calendario della pre-stagione. I Vikings aprirono la campagna prestagionale in casa contro gli Houston Texans il 9 agosto, quindi disputarono due trasferte consecutive, al Ralph Wilson Stadium di Buffalo contro i Bills il 16 agosto e al Candlestick Park di San Francisco contro i 49ers il 25 agosto, per poi chiudere il mese di amichevoli il 29 in casa contro i Tennessee Titans.
| Calendario |                                            |                                            |                                            |                                            |                                            |                                            |                                            |                                            |                                            |
| Settimana  | Data                                       | Ora (CDT)                                  | Avversario                                 | Risultato                                  | Stadio                                     | Spettatori                                 | Record                                     | TV                                         | Tabellino                                  |
| 1          | 9 agosto                                   | 7:00 p.m.                                  | Houston Texans                             | P 13–27                                    | Mall of America Field                      | 62.306                                     | 0–1                                        | KARE-11                                    | Recap                                      |
| 2          | 16 agosto                                  | 6:00 p.m.                                  | Buffalo Bills                              | P 16–20                                    | Ralph Wilson Stadium                       | 60.164                                     | 0–2                                        | KARE-11                                    | Recap                                      |
| 3          | 25 agosto                                  | 7:00 p.m.                                  | San Francisco 49ers                        | P 14–34                                    | Candlestick Park                           | 69.732                                     | 0–3                                        | KARE-11 / NBC                              | Recap                                      |
| 4          | 29 agosto                                  | 7:00 p.m.                                  | Tennessee Titans                           | V 24–23                                    | Mall of America Field                      | 62.603                                     | 1-3                                        | KARE-11                                    | Recap                                      |
| Note       | Gli incontri in trasferta sono in corsivo. | Gli incontri in trasferta sono in corsivo. | Gli incontri in trasferta sono in corsivo. | Gli incontri in trasferta sono in corsivo. | Gli incontri in trasferta sono in corsivo. | Gli incontri in trasferta sono in corsivo. | Gli incontri in trasferta sono in corsivo. | Gli incontri in trasferta sono in corsivo. | Gli incontri in trasferta sono in corsivo. |

### Stagione regolare
Il 16 ottobre 2012 l'NFL annunciò che il match tra i Vikings e gli Steelers si sarebbe tenuto al Wembley Stadium di Londra nell'ambito delle NFL International Series 2013. La partita ebbe luogo durante la settimana 4, in data 29 settembre alle ore 19:00 italiane, e fu trasmessa negli Stati Uniti dalla CBS, mentre il 31 dicembre 2012 furono annunciati gli avversari da incontrare nel corso della stagione 2013.
| Calendario | | | | | | | | | |
| Settimana  | Data | Ora (CDT) | Avversario | Risultato | Stadio | Spettatori | Record | TV | Tabellino |
| 1          | 8 settembre | 12:00 p.m. | Detroit Lions | P 24-34 | Ford Field | 62.603 | 0-1 | FOX | Recap |
| 2          | 15 settembre | 12:00 p.m. | Chicago Bears | P 30-31 | Soldier Field | 62.181 | 0-2 | FOX | Recap |
| 3          | 22 settembre | 12:00 p.m. | Cleveland Browns | P 31-27 | Mall of America Field | 63.672 | 0-3 | CBS | Recap |
| 4          | 29 settembre | 12:00 p.m. | Pittsburgh Steelers | V 27-34 | Wembley Stadium | 83.518 | 1-3 | CBS | Recap |
| 5          | Riposo | Riposo | Riposo | Riposo | Riposo | Riposo | Riposo | Riposo | Riposo |
| 6          | 13 ottobre | 12:00 p.m. | Carolina Panthers | P 35-10 | Mall of America Field | 63.963 | 1-4 | FOX | Recap |
| 7          | 21 ottobre | 7:40 p.m. | New York Giants | P 7-23 | MetLife Stadium | 79.314 | 1-5 | ESPN | Recap |
| 8          | 27 ottobre | 7:30 p.m. | Green Bay Packers | P 31-44 | Mall of America Field | 64.134 | 1-6 | NBC | Recap |
| 9          | 3 novembre | 12:00 p.m. | Dallas Cowboys | P 23-27 | AT&T Stadium | 85.360 | 1-7 | FOX | Recap |
| 10         | 7 novembre | 7:25 p.m. | Washington Redskins | V 27-34 | Mall of America Field | 64.011 | 2-7 | NFLN | Recap |
| 11         | 17 novembre | 3:25 p.m. | Seattle Seahawks | P 20-41 | CenturyLink Field | 68.235 | 2-8 | FOX | Recap |
| 12         | 24 novembre | 12:00 p.m. | Green Bay Packers | N 26-26 DTS | Lambeau Field | 77.871 | 2-8-1 | FOX | Recap |
| 13         | 1º dicembre | 12:00 p.m. | Chicago Bears | V 23-20 | Mall of America Field | 64.134 | 3-8-1 | FOX | Recap |
| 14         | 8 dicembre | 12:00 p.m. | Baltimore Ravens | P 26-29 | M&T Bank Stadium | 70.921 | 3-9-1 | FOX | Recap |
| 15         | 15 dicembre | 12:00 p.m. | Philadelphia Eagles | V 30-48 | Mall of America Field | 64.087 | 4-9-1 | FOX | Recap |
| 16         | 22 dicembre | 12:00 p.m. | Cincinnati Bengals | P 14-42 | Paul Brown Stadium | 61.555 | 4-10-1 | FOX | Recap |
| 17         | 29 dicembre | 12:00 p.m. | Detroit Lions | V 13-14 | Mall of America Field | 64.134 | 5-10-1 | FOX | Recap |
| Note       | Gli avversari della propria division sono in grassetto. Gli incontri in trasferta sono in corsivo. # Indica una gara di International Series a Londra. | Gli avversari della propria division sono in grassetto. Gli incontri in trasferta sono in corsivo. # Indica una gara di International Series a Londra. | Gli avversari della propria division sono in grassetto. Gli incontri in trasferta sono in corsivo. # Indica una gara di International Series a Londra. | Gli avversari della propria division sono in grassetto. Gli incontri in trasferta sono in corsivo. # Indica una gara di International Series a Londra. | Gli avversari della propria division sono in grassetto. Gli incontri in trasferta sono in corsivo. # Indica una gara di International Series a Londra. | Gli avversari della propria division sono in grassetto. Gli incontri in trasferta sono in corsivo. # Indica una gara di International Series a Londra. | Gli avversari della propria division sono in grassetto. Gli incontri in trasferta sono in corsivo. # Indica una gara di International Series a Londra. | Gli avversari della propria division sono in grassetto. Gli incontri in trasferta sono in corsivo. # Indica una gara di International Series a Londra. | Gli avversari della propria division sono in grassetto. Gli incontri in trasferta sono in corsivo. # Indica una gara di International Series a Londra. |

## Classifiche

### Conference
| Classifica della NFC 2013                                | Classifica della NFC 2013 | Classifica della NFC 2013 | Classifica della NFC 2013 | Classifica della NFC 2013 | Classifica della NFC 2013 | Classifica della NFC 2013 | Classifica della NFC 2013 | Classifica della NFC 2013 | Classifica della NFC 2013 | Classifica della NFC 2013 | Classifica della NFC 2013 | Classifica della NFC 2013 |
| #                                                        | Squadra                   | Division                  | V                         | S                         | P                         | %                         | DIV                       | CONF                      | PF                        | PS                        | D                         | STR                       |
| -------------------------------------------------------- | ------------------------- | ------------------------- | ------------------------- | ------------------------- | ------------------------- | ------------------------- | ------------------------- | ------------------------- | ------------------------- | ------------------------- | ------------------------- | ------------------------- |
| Vincitori delle division                                 |                           |                           |                           |                           |                           |                           |                           |                           |                           |                           |                           |                           |
| 1                                                        | xyz* – Seattle Seahawks   | West                      | 13                        | 3                         | 0                         | 81,3%                     | 4-2                       | 10–2                      | 417                       | 231                       | 186                       | V-1                       |
| 2                                                        | xyz – Carolina Panthers   | South                     | 12                        | 4                         | 0                         | 75%                       | 5–1                       | 9–3                       | 366                       | 241                       | 125                       | V-3                       |
| 3                                                        | xy – Philadelphia Eagles  | East                      | 10                        | 6                         | 0                         | 60%                       | 4–2                       | 9-3                       | 442                       | 382                       | 60                        | V-2                       |
| 4                                                        | xy - Green Bay Packers    | North                     | 8                         | 7                         | 1                         | 53,1%                     | 3–2-1                     | 6–5-1                     | 417                       | 428                       | –11                       | V-1                       |
| Wild Card                                                |                           |                           |                           |                           |                           |                           |                           |                           |                           |                           |                           |                           |
| 5                                                        | xw – San Francisco 49ers  | West                      | 12                        | 4                         | 0                         | 75%                       | 5–1                       | 9–3                       | 406                       | 272                       | 134                       | V-6                       |
| 6                                                        | xw – New Orleans Saints   | South                     | 11                        | 5                         | 0                         | 68,8%                     | 5–1                       | 9–3                       | 414                       | 304                       | 110                       | V-1                       |
| Non qualificate per i playoff                            |                           |                           |                           |                           |                           |                           |                           |                           |                           |                           |                           |                           |
| 7                                                        | Arizona Cardinals         | West                      | 10                        | 6                         | 0                         | 60%                       | 2-4                       | 6–6                       | 379                       | 324                       | 55                        | P-1                       |
| 8                                                        | Chicago Bears             | North                     | 8                         | 8                         | 0                         | 50%                       | 2–4                       | 4-8                       | 445                       | 478                       | –33                       | P-2                       |
| 9                                                        | Dallas Cowboys            | East                      | 8                         | 8                         | 0                         | 50%                       | 5-1                       | 7-5                       | 439                       | 432                       | 7                         | P-1                       |
| 10                                                       | New York Giants           | East                      | 7                         | 9                         | 0                         | 43,8%                     | 3-3                       | 6–6                       | 294                       | 383                       | -89                       | V-2                       |
| 11                                                       | Detroit Lions             | North                     | 7                         | 9                         | 0                         | 43,8%                     | 4-2                       | 6–6                       | 395                       | 376                       | 19                        | P-4                       |
| 12                                                       | St. Louis Rams            | West                      | 7                         | 9                         | 0                         | 43,8%                     | 1-5                       | 4-8                       | 348                       | 364                       | –16                       | P-1                       |
| 13                                                       | Minnesota Vikings         | North                     | 5                         | 10                        | 1                         | 34,4%                     | 2-3-1                     | 3-7-1                     | 391                       | 480                       | -89                       | V-1                       |
| 14                                                       | Atlanta Falcons           | South                     | 4                         | 12                        | 0                         | 25%                       | 1–5                       | 3-9                       | 353                       | 443                       | –90                       | P-2                       |
| 15                                                       | Tampa Bay Buccaneers      | South                     | 4                         | 12                        | 0                         | 25%                       | 1-5                       | 2–10                      | 288                       | 389                       | –101                      | P-3                       |
| 16                                                       | Washington Redskins       | East                      | 3                         | 13                        | 0                         | 18,8%                     | 0–6                       | 1–11                      | 344                       | 478                       | –144                      | P-8                       |
| Legenda                                                  |                           |                           |                           |                           |                           |                           |                           |                           |                           |                           |                           |                           |
| w — Qualificata ai playoff come wild card                |                           |                           |                           |                           |                           |                           |                           |                           |                           |                           |                           |                           |
| x — Qualificata ai playoff                               |                           |                           |                           |                           |                           |                           |                           |                           |                           |                           |                           |                           |
| y — Vincitrice della division                            |                           |                           |                           |                           |                           |                           |                           |                           |                           |                           |                           |                           |
| z — Qualificata direttamente al secondo turno di playoff |                           |                           |                           |                           |                           |                           |                           |                           |                           |                           |                           |                           |
| * — Vantaggio del fattore campo nei playoff              |                           |                           |                           |                           |                           |                           |                           |                           |                           |                           |                           |                           |

### Division
| Classifica della NFC North Division 2013 | Classifica della NFC North Division 2013 | Classifica della NFC North Division 2013 | Classifica della NFC North Division 2013 | Classifica della NFC North Division 2013 | Classifica della NFC North Division 2013 | Classifica della NFC North Division 2013 | Classifica della NFC North Division 2013 | Classifica della NFC North Division 2013 | Classifica della NFC North Division 2013 | Classifica della NFC North Division 2013 | Classifica della NFC North Division 2013 | Classifica della NFC North Division 2013 | Classifica della NFC North Division 2013 | Classifica della NFC North Division 2013 | Classifica della NFC North Division 2013 | Classifica della NFC North Division 2013 |
|                                          | V                                        | P                                        | N                                        | PCT                                      | DIV                                      | DIV PCT                                  | CONF                                     | CONF PCT                                 | NON CONF                                 | C                                        | T                                        | PR                                       | PS                                       | TD                                       | STR                                      | PO                                       |
| ---------------------------------------- | ---------------------------------------- | ---------------------------------------- | ---------------------------------------- | ---------------------------------------- | ---------------------------------------- | ---------------------------------------- | ---------------------------------------- | ---------------------------------------- | ---------------------------------------- | ---------------------------------------- | ---------------------------------------- | ---------------------------------------- | ---------------------------------------- | ---------------------------------------- | ---------------------------------------- | ---------------------------------------- |
| Green Bay Packers                        | 8                                        | 7                                        | 1                                        | .531                                     | 3-2-1                                    | .583                                     | 6-5-1                                    | .542                                     | 2-2                                      | 4-3-1                                    | 4-4                                      | 417                                      | 438                                      | 46                                       | V-1                                      | Div                                      |
| Chicago Bears                            | 8                                        | 8                                        | 0                                        | .500                                     | 2-4                                      | .333                                     | 4-8                                      | .500                                     | 4-0                                      | 5-3                                      | 3-5                                      | 478                                      | 445                                      | 52                                       | P-2                                      |                                          |
| Detroit Lions                            | 7                                        | 9                                        | 0                                        | .438                                     | 4-2                                      | .667                                     | 6-6                                      | .500                                     | 1-3                                      | 4-4                                      | 3-5                                      | 395                                      | 377                                      | 48                                       | P-4                                      |                                          |
| Minnesota Vikings                        | 5                                        | 10                                       | 1                                        | .344                                     | 2-3-1                                    | .417                                     | 4-7-1                                    | .375                                     | 1-3                                      | 5-3                                      | 0-7-1                                    | 391                                      | 480                                      | 45                                       | V-1                                      |                                          |

## Statistiche
| Andamento in stagione regolare                                                                    |    |    |    |    |    |    |    |    |    |    |    |    |    |    |    |    |    |
| Settimana                                                                                         | 1  | 2  | 3  | 4  | 5  | 6  | 7  | 8  | 9  | 10 | 11 | 12 | 13 | 14 | 15 | 16 | 17 |
| Luogo                                                                                             | T  | T  | C  | C  | R  | C  | T  | C  | T  | C  | T  | T  | C  | T  | C  | T  | C  |
| Risultato                                                                                         | P  | P  | P  | V  | R  | P  | P  | P  | P  | V  | P  | N  | V  | P  | V  | P  | V  |
| Posizione                                                                                         | 4ª | 4ª | 4ª | 4ª | 4ª | 4ª | 4ª | 4ª | 4ª | 4ª | 4ª | 4ª | 4ª | 4ª | 4ª | 4ª | 4ª |
| Luogo: C = Casa; T = Trasferta. Risultato: V = Vittoria; N = Pareggio; S = Sconfitta. R = Riposo. |    |    |    |    |    |    |    |    |    |    |    |    |    |    |    |    |    |

| Classifiche di lega  |             |                |          |
| Categoria            | Yard totali | Yard a partita | Rank NFL |
| Attacco sui passaggi | 3.427       | 214,2          | 23ª      |
| Attacco su corsa     | 2.081       | 130,1          | 8ª       |
| Totale attacco       | 5.508       | 344,2          | 13ª      |
| Difesa sui passaggi  | 4.598       | 287,4          | 31ª      |
| Difesa su corsa      | 1.767       | 110,4          | 16ª      |
| Totale difesa        | 6.365       | 397,8          | 31ª      |

| Leader della squadra       |                       |        |
| Categoria                  | Giocatore             | Valore |
| Yard passate               | Matt Cassel           | 1.807  |
| Touchdown passati          | Matt Cassel           | 11     |
| Yard corse                 | Adrian Peterson       | 1.257  |
| Touchdown su corsa         | Adrian Peterson       | 10     |
| Ricezioni                  | Greg Jennings         | 68     |
| Yard ricevute              | Greg Jennings         | 804    |
| Touchdown ricevuti         | Greg Jennings         | 4      |
| Punti totali               | Blair Walsh           | 121    |
| Yard su ritorno di kickoff | Cordarrelle Patterson | 1.393  |
| Yard su ritorno di punt    | Marcus Sherels        | 335    |
| Tackle totali              | Chad Greenway         | 134    |
| Sack                       | Jared Allen           | 11½    |
| Intercetti                 | Chad Greenway         | 3      |
| Fumble forzati             | Jared Allen           | 2      |

## Staff
| Staff dei Minnesota Vikings 2013 |
| --- |
| Organi dirigenziali Proprietà - Proprietario/Azionista di maggioranza: Zygi Wilf - Proprietario/Presidente: Mark Wilf - Proprietario/Vice-Azionista di maggioranza: Leonard Wilf - Partner di Azionariato: Jeffrey Wilf, Reggie Fowler, Alan Landis, David Mandelbaum Staff esecutivo - General Manager: Rick Spielman - Assistente del General Manager: George Paton - Vice Presidente degli Affari Pubblici & Sviluppo dello Stadio: Lester Bagley - Vice Presidente delle Operazioni legate al Football: Rob Brzezinski - Vice Presidente delle Vendite & Marketing e Direttore del Marketing: Steve LaCroix - Vice Presidente delle Finanze e Direttore Finanziario: Steve Poppen - Vice Presidente degli Affari Legali e Direttore Amministrativo: Kevin Warren Consulenti - Consulente: Bud Grant - Consulente Storico del Team: Fred Zamberletti - Consulente Stadio e Sviluppo Immobiliare: Don Becker Scouting staff - Direttore dello Scouting Collegiale: Scott Studwell - Direttore dello Scouting Professionistico: Ryan Monnens - Assistente del Direttore dello Scouting Collegiale: Jamaal Stephenson Capo allenatore - Leslie Frazier Altri allenatori - Coordinatore dello sviluppo della forza e della condizione: Tom Kanavy - Assistente dello sviluppo della forza e della condizione: Aaron McLaurin e Martin Streight - Qualità e controllo dell'attacco: Klint Kubiak Allenatori dell'attacco - Coordinatore dell'attacco: Bill Musgrave - Quarterback: Craig Johnson - Assistente Quarterback: Kevin Stefanski - Running Back: James Saxon - Wide Receiver: George Stewart - Assistente Wide Receiver: Ryan Ficken - Tight End: Jimmie Johnson - Offensive Line: Jeff Davidson - Assistente Offensive Line: Ryan Silverfield Allenatori della difesa - Coordinatore della difesa: Alan Williams) - Defensive Line: Brendan Daly - Assistente Defensive Line: Diron Reynolds - Linebacker/Assistente del capo allenatore: Mike Singletary - Linebacker: Fred Pagac - Defensive Back: Joe Woods - Assistente della difesa/Defensive Back: Jeff Imamura Allenatori dello special team - Coordinatore dello Special Team: Mike Priefer - Assistente dello Special Team: Ryan Ficken |

## Roster finale
| Roster dei Minnesota Vikings 2013 |
| --- |
| Quarterback - 16 Matt Cassel - 12 Josh Freeman - 7 Christian Ponder Running Back - 44 Matt Asiata - 23 Joe Banyard - 42 Jerome Felton FB - 32 Toby Gerhart - 28 Adrian Peterson Wide Receiver - 15 Greg Jennings - 84 Cordarrelle Patterson KR - 81 Jerome Simpson - 83 Rodney Smith - 14 Joe Webb - 17 Jarius Wright Tight End - 40 Rhett Ellison - 86 Chase Ford Offensive Linemen - 60 Jeff Baca OG - 61 Joe Berger C/OG - 63 Brandon Fusco OG - 74 Charlie Johnson OG - 75 Matt Kalil OT - 71 Phil Loadholt OT - 67 Mike Remmers OT - 65 John Sullivan C - 73 J'Marcus Webb OT Defensive Linemen - 69 Jared Allen DE - 62 Chase Baker DT - 90 Fred Evans DT - 95 Sharrif Floyd DT - 97 Everson Griffen DE - 98 Letroy Guion DT - 96 Brian Robison DE - 92 Justin Trattou DE - 93 Kevin Williams DT Linebacker - 51 Larry Dean OLB - 52 Chad Greenway OLB - 50 Erin Henderson MLB - 54 Gerald Hodges OLB - 56 Michael Mauti MLB - 55 Marvin Mitchell OLB Defensive Back - 36 Robert Blanton SS - 20 Chris Cook CB - 27 Shaun Prater CB - 41 Mistral Raymond SS - 29 Xavier Rhodes CB - 33 Jamarca Sanford FS - 34 Andrew Sendejo FS - 35 Marcus Sherels CB/PR - 22 Harrison Smith FS - 26 Robert Steeples CB Special Team - 18 Jeff Locke P - 46 Cullen Loeffler LS - 3 Blair Walsh K Lista delle riserve - 99 Christian Ballard DT (Left Squad) - 53 Desmond Bishop OLB (IR) - 89 John Carlson TE (IR) - 85 Greg Childs WR (IR) - 57 Audie Cole MLB (IR) - 48 Zach Line FB (IR) - 21 Josh Robinson CB (IR) - 82 Kyle Rudolph TE (IR) Squadra di allenamento - 30 Brandan Bishop FS - 25 Kip Edwards CB - 68 Kevin Murphy OT - 64 Spencer Nealy DE - 38 Bradley Randle RB - 19 Adam Thielen WR 53 attivi, 8 inattivi, 6 nella squadra di allenamento, 0 free agent |
| Legenda - I rookie sono in corsivo. - Il primo ruolo è il principale mentre gli eventuali successivi indicano i ruoli secondari. - (IR) sta per Injured Reserve ed indica la lista ristretta per un solo giocatore infortunato che può tornare ad allenarsi dopo la settimana 6 e a rientrare in prima squadra dopo che questa ha giocato 8 partite. - (NF-Inj.) / (NF-Ill.) stanno rispettivamente per Non-Football Injured e Non-Football Illness ed indicano le liste dove viene inserito un giocatore che ha un infortunio o una malattia non dipendente dal football americano. - (PUP) sta per Physically Unable to Perform ed indica la lista dove viene inserito un giocatore mentre è in attesa di recuperare la condizione fisica. Nella stagione regolare dopo la sesta partita giocata dalla propria squadra, il giocatore ha tempo tre settimane per riprendere ad allenarsi, più tre settimane aggiuntive dal suo rientro agli allenamenti per rientrare in prima squadra. |

## Premi individuali

### Pro Bowler
L'unico giocatore dei Vikings inizialmente convocato per il Pro Bowl 2014 fu il running back Adrian Peterson, alla sua sesta convocazione in carriera. Successivamente a lui si aggiunse il kick returner Cordarrelle Patterson, alla sua prima convocazione in carriera all'all-star game, selezionato al posto di Antonio Brown che partecipò solo come wide receiver nonostante fosse stato convocato anche come return specialist.

### All-Pro
Due giocatori sono stati inseriti dall'Associated Press nelle formazioni ideali della stagione All-Pro:
- Cordarrelle Patterson, First-team come kick returner
- Adrian Peterson, Second-team come running back

### Premi settimanali e mensili
- Cordarrelle Patterson:

giocatore degli special team della NFC del mese di settembre
giocatore degli special team della NFC della settimana 8
rookie offensivo del mese di dicembre
- Adrian Peterson:

miglior running back delle settimane 4,12 e 13
- Blair Walsh:

giocatore degli special team della NFC della settimana 12